# Октябрьский (Ленинградский район)
Октя́брьский — посёлок в Ленинградском районе Краснодарского края Российской Федерации. Также известен как совхоз 2-я Пятилетка Ленинградского района Краснодарского края СССР.
Административный центр Новоуманского сельского поселения.

## География

### Улицы
| - ул. 30 лет Победы, - ул. 50 лет СССР, - ул. 8 Марта, - ул. Западная, - ул. Космонавтов, - ул. Мира, - ул. Полянского, - ул. Садовая, - ул. Школьная, | - пер. Космонавтов, - пер. Осенний, - пер. Первомайский, - пер. Пионерский, - пер. Спортивный, - пер. Школьный, - пер. Юбилейный, - пер. Ясельный. |

## Население
| 2002 | 2010  |
| ---- | ----- |
| 2914 | ↘2507 |